# دوري جرينلاند لكرة القدم
دوري جرينلاند لكرة القدم هو الدوري الوطني لكرة القدم في جرينلاند.